# سیارک ۱۱۴۲۵
سیارک ۱۱۴۲۵ (به انگلیسی: 11425 Wearydunlop، نامگذاری:1999MF) یازده هزار و چهارصد و بیست و پنجمین سیارک کشف شده‌است که در ۱۸ ژوئن ۱۹۹۹ کشف شد.